# Військовий цвинтар (Покровське)
Військове кладовище: 1 братська могила більшовиків — учасників встановлення радянської влади; 14 братських могил вояків РСЧА у смт Покровське — пам'ятка історії місцевого значення, державний охоронний № 839-Дп.
Пам'ятка розташована за адресою: Дніпропетровська область, Синельниківський район, сел. Покровське, вул. Центральна, 19, у центрі селища.
Військове кладовище споруджено за проектом скульпторів  К. І. Чеканєва та В. І. Щедрова.
Поховання відносяться до періоду Української революції 1917—1921 років, 1934 року та Другої світової війни (1942, 1943 роки).
Меморіал відкрито у 1972 році, який складається з 15 могил, скульптури  «Скорботна» та стіни меморіалу (46 стел), на яких викарбувано імена загиблих односельчан. Надгробні плити 14-ти могил загиблих воїнів однотипні, виконані з червоного відполірованого граніту. На плитах викарбувані прізвища похованих в могилах вояків. З права від могил вояків, полеглих в роки Другої світової війни, знаходиться братська могила більшовиків загиблих в роки Української революції 1917—1921 років.
За два метри від цього поховання розташований обеліск з білого мармуру — пам'ятний знак землякам, які загинули під час війни у Афганістані (1979—1989).
Стіна меморіалу виготовлена з цегли і облицьована 46 стелами з сірого граніту. Фігура скорботної матері висічена зі світло-сірого суцільного граніту і представляє собою жінку в довгій сукні з накинутим на голову шарфом.
Руки скорботної матері складені на грудях, на суворому обличчі застигле горе. Внизу перед скульптурою знаходиться пальник «Вічного вогню», виконаний у вигляді п'ятипроменевої зірки. За скульптурою «Скорботна» на гранітних стелах напис: «Землякам що загинули за свободу і незалежність нашої Батьківщини в Великій вітчизняній війні 1941—1945 рр. від вдячних покровчан».